# Bank of America Center (Tulsa)
El Bank of America Center es un edificio comercial de gran altura en Tulsa, la segunda ciudad más grande Oklahoma (Estados Unidos).. El edificio se eleva 126 m en el centro de Tulsa. y contiene 26,828.2 m² de espacio. Tiene 32 pisos y se completó en 1967 como el Cuarto Banco Nacional de Tulsa. Está ubicado en la esquina de Sixth Street y Boulder Avenue, el sitio de la antigua corte del condado de Tulsa. El Bank of America Center se erige actualmente como el quinto edificio más alto de Tulsa y el noveno edificio más alto del estado de Oklahoma. El estudio de arquitectura que diseñó el edificio fue Kelley & Marshall de Tulsa. El Bank of America Center alberga oficinas de la Bank of America Corporation, con sede en Charlotte. Alberga las oficinas de varias compañías petroleras y la Oficina del Fiscal General del Estado de Oklahoma.